# Споменик Доситеју Обрадовићу
Доситеј (Димитрије) Обрадовић (Чаково, 1739, 1742. или 1744 — Београд, 28. март 1811) је био српски књижевник, просветитељ и реформатор револуционарног периода националног буђења и препорода.

## Доситејево наслеђе
У својим многобројним списима изложио је просветитељске идеје 18. века, а најбитнија филозофска, педагошка, друштвено-политичка, културна и просветна питања тадашњег времена прилагођавао је потребама културе и просвете свог народа. Међу најзначајнијим Доситејевим списима истичу се Писмо Харалампију, у којем образлаже своје просветитељске идеје: народни језик као књижевни, штампање књига грађанским писмом, важност образовања; затим прва аутобиографија у српској књижевности Живот и прикљученија, потом Совјети здраваго разума, Басне, Етика, Собраније разних наравоучителних вешчеј и друге. На вест о Првом српском устанку ступио је у везу с Карађорђем и дошао у Србију 1807. године да својим знањем помогне устројству нове државе. Деловао је као дипломата, борећи се за српске устаничке ослободилачке интересе, оснивач је Велике школе 1808. године – потоњег Универзитета и Богословије 1810. године, а као члан Правитељствујушчег совјета био је први министар просвете у Србији. Преминуо је у Београду 1811. године и сахрањен у порти Саборне цркве .
Споменик Доситеју Обрадовићу данас се налази у Академском парку , заједно са споменицима истакнутим српским научницима Јосифу Панчићу и Јовану Цвијићу, у непосредном окружењу факултетских здања Београдског универзитета.

## Споменик Доситеју Обрадовићу
Споменик је подигнут залагањем Јована Скерлића, највећег поштоваоца Доситеја Обрадовића крајем 19. и почетком 20. века, и Српске књижевне задруге . Идеја о подизању споменика јавила се средином 19. века, а поново је постала актуелна 1909. године, када су покренуте активности поводом обележавања стогодишњице Доситејеве смрти 1911. Тим поводом, оформљен је Одбор за прославу на челу са Стојаном Новаковићем и Јованом Скерлићем, који је, поред низа свечаности, планирао да се у Београду подигне споменик овој знаменитој личности. Подухват је подржала Београдска општина, која је прикупила део финансијских средстава и расписала конкурс за подизање споменика великом српском просветитељу на којем су право учешћа имали сви југословенски уметници. Одбор за прославу одредио је услове јавног конкурса, према којима је споменик требало да представља Доситејеву фигуру у пуној величини. Конкурсну комисију чинили су: Љуба Давидовић, председник Београдске општине, Богдан Поповић, Андра Стевановић и Богдан Гавриловић, професори Универзитета, Владимир Р. Петковић, помоћник директора Народног музеја , и Легер, шеф општинских грађевинара. На конкурс се одазвало дванаест уметника чији су приспели модели били изложени у основној школи код Саборне цркве(данас Основна школа „Краљ Петар Први“). Комисија је за три првонаграђена рада изабрала моделе Рудолфа Валдеца, Томе Росандића и Симеона Роксандића , а за најбољи је прогласила рад Рудолфа Валдеца, коме је била и поверена израда споменика. У тексту поводом излагања модела приспелих на конкурс, у часопису Нова искра, о Валдецовом пројекту се каже: „Доситеј је замишљен као путник, кога нека натприродна сила, што се пробудила у њему, смело покреће напред. Очи су му управљене узвишеној мети, којој требају да га однесу његове ноге. Књиге под пазухом и перо у руци указују на племениту мисију његову. Осећа се, да пут, који он пред собом крчи, води слави и вечности“.
Иако је првобитно планирано да споменик буде свечано откривен 1. септембра 1911. године, услед одабира локације за његово постављање, овај догађај се одиграо три године касније. Одбор за прославу је у свом прогласу наводио да ће он бити постављен „на једном од најлепших места у Београду“. Један предлог је био да споменик буде подигнут „на преуређеним Теразијама“, други на скверу у Македонској улици, међутим, ове идеје су убрзо одбачене. Споменик је свечано откривен 27. маја (9. јуна по новом) 1914. године на скверу испред хотела „Српска круна“ (данас Библиотека града Београда), као пандан споменику Карађорђу, откривеном годину дана раније на крају главне калемегданске алеје, дуж које су биле постављене бисте многих знаменитих Срба. На тај начин је Доситеј доведен у директну везу са вођом Првог српског устанка. Скулптура је постављена на високом правоугаоном постаменту, на чијој је предњој страни исклесана посвета „Доситеју Обрадовићу захвални српски народ“, а на задњој пишчев мото преузет из Писма Харалампију : „Ја ћу писати за ум, за срце и за нарави чловечке, за браћу Србље којега су год они закона и вере“. Бронзана фигура Доситеја Обрадовића приказује првог српског просветитеља као „хероја пера, који путује светом у потрази за знањем“. Доситеј је представљен у покрету, са шеширом, књигама и штапом у руци, док су на доњем делу постамента исписане његове речи: „Идућ’ учи, у векове гледа!“.
Све до краја треће деценије 20. века, споменик се налазио на првобитној локацији, на скверу испред хотела „Српска круна“, када је, приликом формирања Академског парка на месту некадашње Велике пијаце, премештен у овај парк као пандан споменику посвећеном великом српском научнику Јосифу Панчићу. Споменик Доситеју Обрадовићу једно је од најзначајнијих дела изведено у пуној пластици и најистакнутији јавни споменик у оквиру стваралачког опуса Рудолфа Валдеца. Представља редак пример јавног споменика у нашој средини с почетка 20. века посвећен истакнутој личности из националне историје изведен у виду целе фигуре. Подизањем овог споменика у престоници српски народ се одужио овом великом и истакнутом просветитељу. Споменик Доситеју Обрадовићу проглашен је за споменик културе 1967. године (Решење Завода за заштиту споменика културе града Београда бр. 1031/1 од 20. 12. 1967).
Рудолф Валдец (Крапина, 8. март 1872. – Загреб, 1. фебруар 1929) значајан је представник хрватског вајарства на прелазу из 19. у 20. век. Уметничко образовање је започео у Обртној школи у Загребу, а наставио у Бечу и Минхену. Заједно са Белом Чикошем Сесијом и другим хрватским уметницима био је утемељивач Академије ликовних уметности у Загребу, где је током своје уметничке каријере био професор. Најбоља остварења дао је у области портрета и медаљарства (Штросмајер, Ф. Рачки, И. Мажуранић и др.). Извео је бројне јавне и надгробне споменике (Ф. Рачког и С. Милетића у Загребу, С. Крањчевића у Сарајеву, Д. Обрадовића у Београду, П. Карађорђевића у Зрењанину и Бијељини итд.), а његови радови из области архитектонске пластике налазе се на појединим здањима у Загребу.

## Извори и литература
- Документација ЗЗСКГБ – Досије споменика културе.
- М. Тимотијевић, Херој пера као путник: типолошка генеза јавних националних споменика и Валдецова скулптура Доситеја Обрадовића, Наслеђе, III, Београд, 2001, 39–56.
- С.Михајлов, Споменик Доситеју Обрадовићу, каталог споменика културе, Београд 2011.
- http://beogradskonasledje.rs/kd/zavod/stari_grad/spomenik_dositeju_obradovicu.html
- http://beogradskonasledje.rs/wp-content/uploads/2012/06/k4/dositej.pdf